# Listă de filme sovietice din 1968
- Filme sovietice din: 1967 — 1968 — 1969

Aceasta este o listă de filme produse în Uniunea Sovietică în 1968.
| Titlu                        | Titlu original              | Regizor             | Distribuție                    | Gen        | Note                           |
| ---------------------------- | --------------------------- | ------------------- | ------------------------------ | ---------- | ------------------------------ |
| 1968                         |                             |                     |                                |            |                                |
| Dead Season                  | Мёртвый сезон               | Savva Kulish        |                                |            |                                |
| Fire, Water, and Brass Pipes | Огонь, вода и… медные трубы | Aleksandr Rou       | Natalya Sedykh, Georgy Millyar | Fairy tale |                                |
| Mâna cu briliante            | Бриллиантовая рука          | Leonid Gaidai       |                                |            |                                |
| The Little Golden Calf       | Золотой теленок             | Mikhail Shveytser   |                                |            |                                |
| The Little Mermaid           | Русалочка                   | Ivan Aksenchuk      |                                | Animated   |                                |
| Scut și sabie                | Щит и меч                   | Vladimir Basov      |                                |            |                                |
| We'll Live Till Monday       | Доживём до понедельника     | Stanislav Rostotsky |                                |            | Won the Golden Prize at Moscow |

## Legături externe
- Filme sovietice din 1968 la Internet Movie Database